# Danalia longicollis
Danalia longicollis là một loài chân đều trong họ Cryptoniscidae. Loài này được Kossmann miêu tả khoa học năm 1880.